# Magiarosaure
El magiarosaure (Magyarosaurus) és un gènere representat per una única espècie de dinosaure sauròpode titanosàurid que va viure a la fi del període Cretaci superior, fa aproximadament 70 milions d'anys, en el Maastrichtià, en el que és avui Europa.
Magyarosaurus és un dels més petits sauròpodes adults coneguts, mesurant solament 6 metres de llarg. És inclòs dins de la família del Rapetosaurus, en un recent estudi de titanosaures per Kristina Curri Rogers. L'hàbitat illenc va poder haver portat a Magyarosaurus a convertir-se en un producte del nanisme com a resultat de les pressions selectives presentades pels subministraments d'aliments limitats i d'una manca de depredadors, afavorint una grandària corporal més petit. Això es veu en molts altres dinosaures que existeixen en aquest lloc i període, incloent a l'ornitòpode Rhabdodon i el nodosàurid Struthiosaurus.
Les restes foren recuperades de la regió de Hunedoara, en l'oest de Romania. Inicialment anomenat Titanosaurus dacus pels Dacios, el poble que va habitar aquestes terres en l'antiguitat, per Franz Nopcsa von Felső-Szilvás en 1915, més tard fou canviat per Magyarosaurus dacus per von Huene en 1932, nom que deriva del poble que va envair Hongria i Romania durant l'edat mitjana, els Magiares, motivat per un conflicte ètnic entre hongaresos i romanesos.
Magyarosaurus apareix en un episodi de la sèrie de Discovery Channel, Dinosaur Planet, com el titanosaure nan que viu a les "Illes Hateg".